# (34477) 2000 SJ120
2000 SJ120 (asteroide 34477) é um asteroide da cintura principal. Possui uma excentricidade de 0.13204460 e uma inclinação de 2.12219º.
Este asteroide foi descoberto no dia 24 de setembro de 2000 por LINEAR em Socorro.